# Gyranthera darienensis
El cucarrón o cucharón (Gyranthera darienensis) es una especie de fanerógama en las malváceas sensu lato o en la familia Bombacaceae.
Se la halla solo en Panamá. Está amenazada por pérdida de hábitat.

## Fuente
- Mitré, M. 1998. Gyranthera darienensis. 2006 IUCN Lista Roja de Especies Amenazadas; visto 19 de julio de 2007

- Datos: Q1390888